# Гідропрослуховування пласта
Гідропрослуховування пласта (рос.гидропрослушивание пласта англ. hydraulic dynamic investigation of seam; нім. Schichtabhörmethode f, Interferenzmessung f) — метод гідродинамічного дослідження свердловин за неусталених режимів фільтрації з метою визначення параметрів і будови пласта за результатами вимірювання зміни тиску в часі у свердловинах.